# Witold-Gombrowicz-Museum (Wsola)

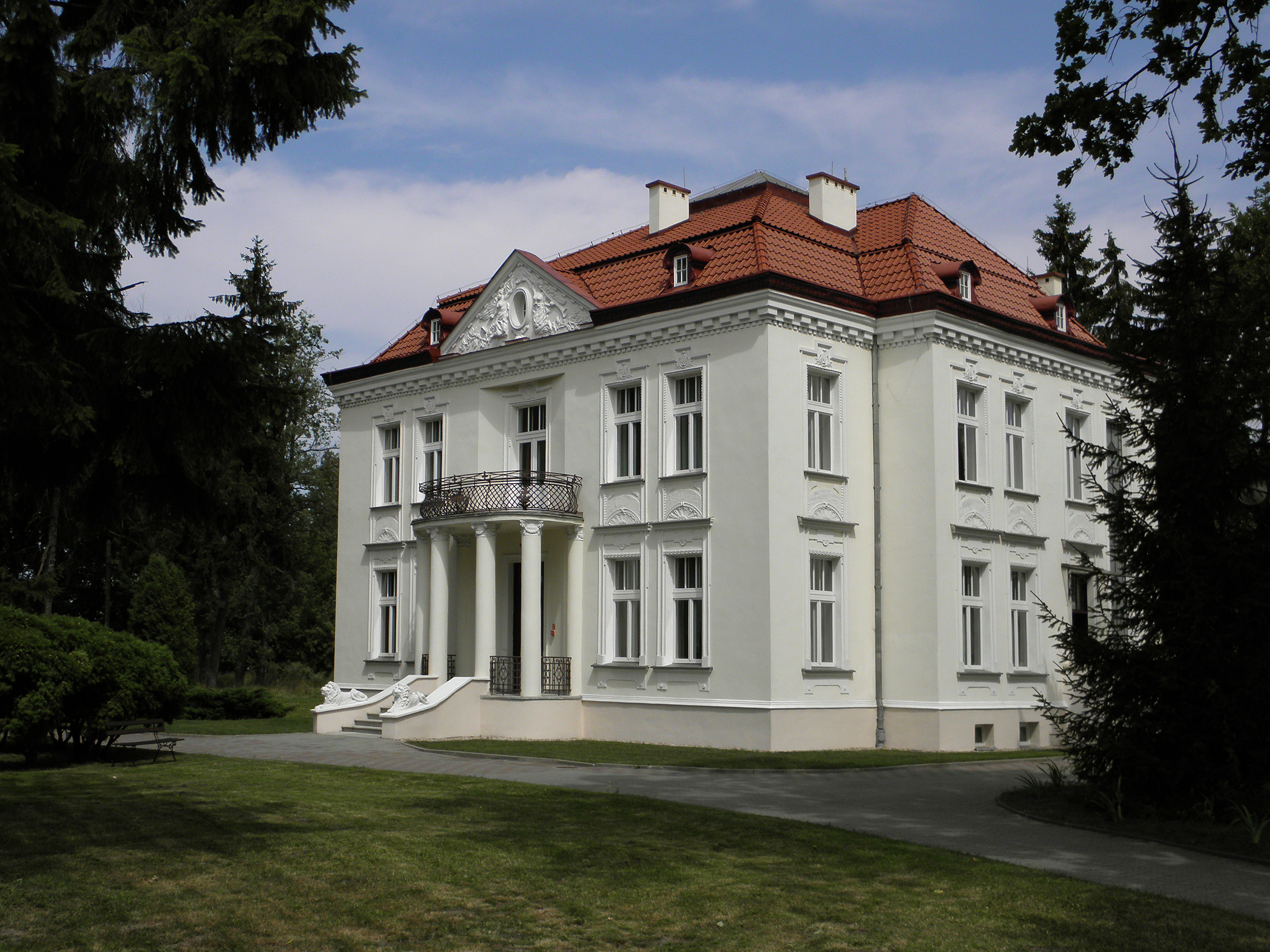
Witold-Gombrowicz-Museum in Wsola

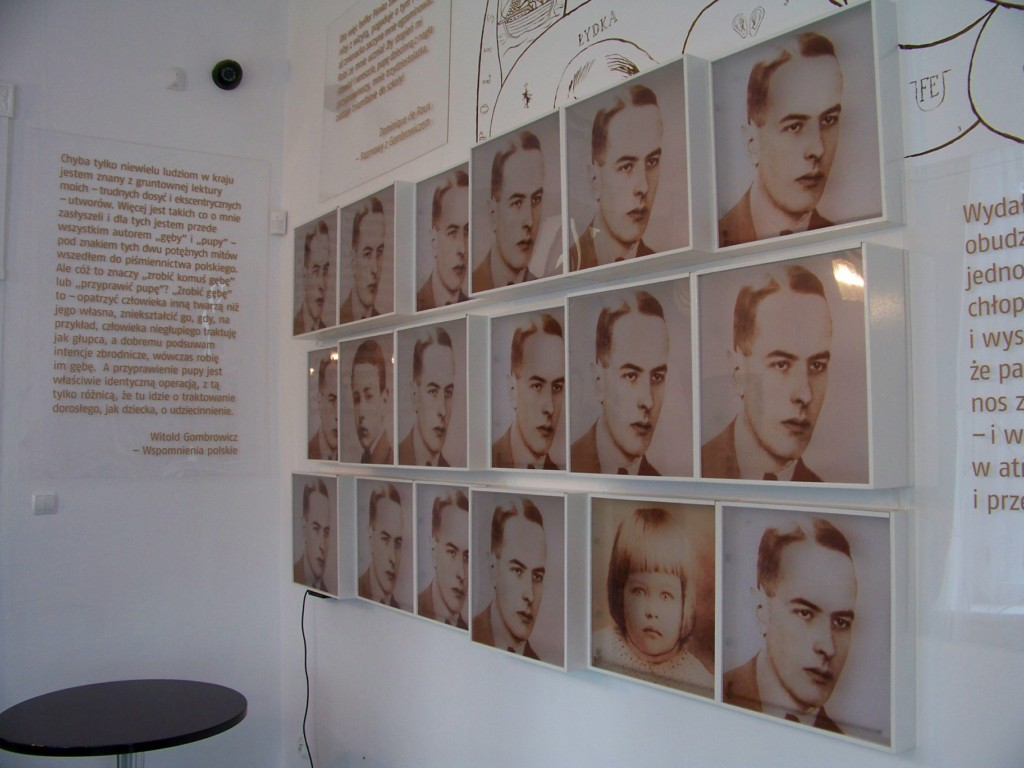
Witold-Gombrowicz-Museum

Das Witold-Gombrowicz-Museum ist in einem ehemaligen Herrenhaus in Wsola, einem Dorf in der Nähe von Radom in der polnischen Woiwodschaft Masowien, eingerichtet. Es ist dem Schriftsteller Witold Gombrowicz gewidmet und gehört zum Adam-Mickiewicz-Literaturmuseum in Warschau. Witold Gombrowicz war häufig in der Villa, die seiner Schwägerin Aleksandra gehörte, zu Besuch. Hier verfasste er seinen bekanntesten Roman Ferdydurke.

## Gebäude
Das Herrenhaus wurde 1914 für Jakub Grobicki nach Entwürfen des finnischen Architekten August Furuhjelm errichtet. Das vom Stil des Neoklassizismus geprägte Gebäude weist auch Elemente des Jugendstils auf.
In den 1920er Jahren gelangte die Villa in den Besitz von Maria Pruszak, die sie ihrer Nichte Aleksandra, der Frau von Jerzy Gombrowicz schenkte, dem älteren Bruder von Witold Gombrowicz.
Nach dem Zweiten Weltkrieg wurde der Besitz verstaatlicht und in der Villa waren verschiedene Wohlfahrtseinrichtungen untergebracht. 2005 verkaufte der Landkreis Powiat Radomski das Herrenhaus einschließlich Park der Woiwodschaft Masowien, die dort das Witold-Gombrowicz-Museum einrichtete. Am 10. Oktober 2009 wurde das Museum in Gegenwart von Rita Gombrowicz, der Witwe des Schriftstellers, eingeweiht.

## Museum
Im Museum sind zahlreiche Fotos und Dokumente von Witold Gombrowicz ausgestellt. Außerdem beherbergt das Museum eine Sammlung persönlicher Gegenstände von Witold Gombrowicz wie seine Schreibmaschine, ein Schachspiel, seine Pfeife. In einem Lesesaal stehen dem Besucher die Werke von Witold Gombrowicz in Originalausgaben und Übersetzungen sowie Sekundärliteratur zur Verfügung.